# Conrad Mollenhauer (Unternehmen)
Die Conrad Mollenhauer GmbH ist ein deutscher Hersteller von Blockflöten.

## Geschichte
Das Unternehmen wurde 1822 von Johann Andreas Mollenhauer (1798–1871) gegründet. Um sein Handwerk zu erlernen, verdingte sich Johann Andreas Mollenhauer bei bedeutenden Holz- und Blechblasinstrumentenmachern im Deutschen Bund und der Habsburgermonarchie. Nach gut siebenjähriger Wanderschaft und mehr als viertausend Kilometern Wegstrecke kehrte er im Herbst 1822 in seine Heimatstadt Fulda zurück, um dort noch im selben Jahr sein Gewerbe als Instrumentenmacher anzumelden. Bereits ein Jahr später konnte er auf einer Ausstellung in Kassel erste Flöten, Klarinetten und Oboen zeigen. Das Preisgericht unter dem Vorsitz des Hofkapellmeisters Louis Spohr kam in seiner Beurteilung zu folgendem Ergebnis: „Die Arbeit ist in allen drei Instrumenten gleich vorzüglich, sowohl im Holz, als auch in Messing und Silber ...“ Wenige Jahre darauf ernannte der Kurfürst von Hessen den so gelobten Handwerker zum Hofinstrumentenmacher. In seinen Geschäftsbüchern, die sich bis zum Jahre 1828 zurückverfolgen lassen, sind bis 1871, dem Jahr seines Todes, insgesamt 5559 verkaufte Instrumente aufgezeichnet, und zwar 2422 Flöten, 2839 Klarinetten, 216 Fagotte, 37 Oboen, 24 Csakans und 17 Flageoletts (davon 2 Doppelflageoletts) und 4 Bassetthörner. Auch verschiedene Blechblasinstrumente sind in den Büchern notiert. Sein Kundenkreis reichte weit über die deutschen Grenzen hinaus bis nach Amerika. Diese Instrumente konnte Johann Andreas kaum allein gebaut haben. In erster Linie wirkten wohl drei seiner Söhne dabei mit, von denen die beiden ältesten später eigene Werkstätten eröffneten – Valentin Mollenhauer (1825–1885) als Blechblasinstrumentenmacher in Fulda und Gustav Mollenhauer (1837–1914) als Holz- und Blechblasinstrumentenmacher in Kassel. Diese Kasseler Werkstatt ist heute insbesondere durch Doppelrohrblattinstrumente bekannt und seit drei Generationen im Besitz der Familie Schaub.
In seinem dritten Sohn Thomas Mollenhauer (I) (1840–1914) fand der Gründer einen vielseitig begabten Nachfolger der Fuldaer Werkstatt J. Mollenhauer & Söhne. Dieser suchte nach der Ausbildung im väterlichen Betrieb seine Kenntnisse ebenfalls in der Fremde zu erweitern. Der wirtschaftliche Aufschwung seines Geschäftes ermöglichte Thomas im Jahre 1892 den Umzug aus seiner kleinen Werkstatt in der Vorstadt in ein weit größeres Gebäude in zentraler Lage Fuldas, wo zugleich Werkstatt, Musikinstrumentenfachhandel und Familie genügend Platz fanden.
Diese Erfolge konnten auch von Thomas’ Söhnen Josef Nikolaus (1875–1964) und Conrad Mollenhauer (1876–1943) gemeinsam mit ihrer Schwester Margarethe Mollenhauser (1877–1950) fortgesetzt werden. Seit 1912 bestanden zwei Unternehmen nebeneinander, die teilweise (im angeschlossenen Musikalienhandel) auch miteinander konkurrierten. Im Verlauf der Weltwirtschaftskrise und der nationalsozialistischen Diktatur verloren die beiden Unternehmen, von denen sich das von Conrad auf den Bau von Böhmflöten und Piccoloflöten spezialisierte, allerdings rasch an ihrer zuvor weltweiten Bedeutung.
Gleichsam in einer Rückbesinnung auf die Instrumente seiner Vorväter ergriff Thomas Mollenhauer (III) (1908–1953) unmittelbar nach Ende des Zweiten Weltkriegs die Initiative; da sich die Nachfrage bei Querflöten, Klarinetten und Oben auf die Reparatur beschränkte, begann er mit der Herstellung von Blockflöten. Die Serienproduktion von Schulinstrumenten wurde 1951 aufgenommen. Daneben setzte er den Querflötenbau in der väterlichen Werkstatt fort, die er unter dem Namen Conrad Mollenhauer weiterführte.
Thomas Mollenhauer verstarb 1953 im Alter von 45 Jahren. Auf der Grundlage seiner Vorarbeit gelang seiner Frau Rosel Mollenhauer geb. Plappert (1911–2002) zusammen mit etwa 20 Mitarbeitern die Entwicklung des Namens Mollenhauer zu einem Markennamen; das Flötenbauunternehmen wurde weiter modernisiert, industrialisiert und an einem neuen Standort angesiedelt. Weiterhin waren auch Traversflöten, Klarinetten und Schuloboen im Produktionsprogramm.
Der jetzige Inhaber ist Bernhard Mollenhauer (geb. 1944), der 1961 in das Unternehmen eintrat, 1970 die Meisterprüfung ablegte und bis 1993 die Geschäfte alleine führte. 1984 entstand unter seiner maßgeblichen Mitarbeit ein Meisterprüfungsausschuss für das Holzblasinstrumentenmacher-Handwerk an der Handwerkskammer Kassel. Das Unternehmen griff auch vorbarocke sowie moderne Formen der Blockflöte auf. Pneumatisch gesteuerte Fräs- und Bohrmaschinen für die Fertigung wurden selbst gebaut. Die gegenwärtige Geschäftsführer der Conrad Mollenhauer GmbH sind Berthold Mollenhauer und Stefan Kömpel. Aktuell sind 35 Mitarbeiter im Betrieb beschäftigt.

## Modellentwicklung und Sortiment
Die Marke Mollenhauer ist seit den 1930er Jahren im Blockflötenmarkt präsent. Die vor dem Zweiten Weltkrieg von Gustav Mollenhauer & Söhne, Kassel vertriebenen Blockflöten wurden in der Werkstatt Jahn in Zwota gefertigt.
Von 1946 bis 1965 trugen Instrumente des hauseigenen Sortiments in Fulda die Markenaufschrift Th. Mollenhauer (Abkürzung für Thomas Mollenhauer). Zusätzlich übernahm die Firma Conrad Mollenhauer von 1950 bis 1968 exklusiv die Herstellung des Blockflötensortiments für das Verlagshaus Bärenreiter in Kassel. Solche Instrumente waren mit dem rund eingefassten Bärenreiter-Signet gekennzeichnet.
Seit 1965 baut das Unternehmen Conrad Mollenhauer wieder ausschließlich unter eigenem Namen Blockflöten. 1978 änderte sich die Rechtsform in eine GmbH. Bis zum Jahre 1999 wurden außerdem noch Böhmflöten in Silber und Gold hergestellt. Bis heute im Sortiment geblieben ist die kleine Holzquerflöte Picco, welche als Einstiegsinstrument zur modernen Querflöte gedacht ist. Im Zentrum der Bemühungen stehen Pflege und Entwicklung verschiedener Blockflötenmodelle. Neben einem großen Schulblockflötensortiment werden in Anlehnung an bekannte Blockflötenbauer der Renaissance und des Barock die historisch orientierten Serien Kynseker und Denner gebaut. Immer wieder geht es um Instrumente mit hilfreichen Klappenkombinationen zum entspannten Greifen bis hin zu Einhandmechaniken für Menschen mit körperlichen Behinderungen. Zu den innovativen Neuentwicklungen zählen mehrere Produkte:
- die als Blockflötenquartett gebaute, sogenannte Traumflöte (entwickelt von Adriana Breukink) – eine weitmensurierte Serie mit großen Tonlöchern,
- die für den solistischen Einsatz im modernen Ensemble veranlagten, klangstarken Helder-Blockflöten (konzipiert von Maarten Helder), sowie
- die Modernen Harmonischen Blockflöten (entworfen von Joachim Paetzold und Nik Tarasov) – mit erweitertem Tonumfang und größeren dynamischen Möglichkeiten.

In Anlehnung an eine Erscheinung des 19. Jahrhunderts wird der sogenannte Csakan als frühromantische Blockflötenart von Bernhard Mollenhauer gebaut.
Über den Instrumentenbau hinaus unterstützt die Conrad Mollenhauer GmbH die Blockflötenkultur mit weiteren Aktivitäten: Einem hauseigenen Seminarprogramm zu den Themen Blockflötenbau und Blockflötenspiel, mit Führungen durch die „Erlebniswelt Blockflöte“, die „Klangwelt“ und die Blockflötenwerkstatt in Fulda sowie als Herausgeber der Fachzeitschrift Windkanal – das Forum für die Blockflöte. 2013 hat das Unternehmen mit der elektro-akustischen Altblockflöte Elody die Blockflöte elektrifiziert. Möglicherweise wird dadurch das Image der Blockflöte belebt.